# Carl Hertelt
Christian Carl Friedrich Hertelt, auch Karl Hertelt, (* 19. Januar 1837 in Oberwiesenthal; † 6. Oktober 1921 ebenda) war ein deutscher Maler und Kunstschnitzmeister.

## Leben
Als Sohn des aus Breslau stammenden Schneiders und Handelsmanns Franz Friedrich Alois Hertelt wuchs Carl in der am höchsten gelegenen deutschen Stadt auf. 1894 war er Mitbegründer des Wiesenthaler Krippenvereins. Er wurde zu einem der bekanntesten Krippenschnitzer des Erzgebirges und führte die erzgebirgische Figurenschnitzkunst zur neuen Blüte.

## Werke
1896 vollendete er für die Martin-Luther-Kirche seiner Heimatstadt die nach ihm benannte, noch heute dort gezeigte Herteltkrippe. Mehrere seiner Krippen wurden an europäische Königshöfe geliefert, so nach Dresden und Amsterdam.

## Würdigung
Im Kurort Oberwiesenthal ist eine Straße nach ihm benannt.